# 허버트 후버 행정부
허버트 후버의 제31대 미국 대통령 임기는 1929년 3월 4일 취임과 함께 시작되어 1933년 3월 4일에 끝났다. 공화당 소속의 후버는 1928년 대통령 선거에서 뉴욕의 민주당 소속 앨 스미스에게 압승을 거두고 취임했다. 그의 대통령 임기는 1932년 대통령 선거에서 민주당의 프랭클린 D. 루스벨트에게 압도적인 패배를 당한 후 1회 임기로 끝났다.
후버는 3연속 공화당 대통령이었고, 재무장관 앤드루 멜런을 포함한 이전 행정부의 많은 정책과 인사를 유지했다. 후버는 정부, 기업, 노동이 경제적 번영을 위해 협력하는 정책을 선호했지만, 일반적으로 연방 정부가 경제에 직접적으로 개입하는 것에는 반대했다. 지속적인 농업 위기를 해결하기 위해 후버는 1929년 농업 마케팅법에 서명했다. 금주법에 대한 대중의 저항이 커졌음에도 불구하고, 후버는 금주법의 연방 집행을 강화했다. 외교 정책에서 후버는 라틴아메리카에 대한 불간섭주의를 선호했으며 런던 해군 군축 회담을 통해 군축 정책을 추진했다.
그가 취임한 지 8개월도 채 되지 않아 1929년 월스트리트 대폭락이 발생하자, 후버는 대중의 신뢰를 안심시키고 기업 지도자 및 지방 정부와 협력하여 뒤이은 대공황에 맞서 싸우려 했다. 그는 또한 관세율을 높이고 국제 무역을 감소시킨 1930년의 스무트-홀리 관세법을 승인했다. 1931년과 1932년에 대공황이 악화되자, 후버는 마지못해 직접적인 연방 개입 요구에 굴복하여 재건 금융 공사를 설립하고 주요 공공 사업 법안에 서명했다. 동시에 그는 세금 인상을 통해 균형 예산을 유지하려 한 1932년 세입법에 서명했다. 그러나 경제는 회복되지 않았고, 그 결과 후버는 1932년 선거에서 압도적인 패배를 겪었다. 후버는 일반적으로 미국 대통령 중 하위 3분의 1에 랭크된다.

## 1928년 선거
캘빈 쿨리지 대통령이 1927년 8월 1928년 대통령 선거에서 두 번째 임기를 추구하지 않겠다고 발표한 후, 후버는 공화당 대통령 후보 지명에서 유력 주자로 부상했다. 후버는 중요한 당 지지층의 지지를 얻고 여러 예비선거에서 승리했지만, 일부 당 지도자들은 그의 출마에 미온적이었다. 쿨리지는 후버의 출마를 숨기지 않은 혐오감으로 바라보며, "6년 동안 그 남자는 나에게 요청하지 않은 조언을 해주었지만, 모두 나빴다"고 말했다. 후버의 반대자들은 대안 후보를 중심으로 단합하지 못했고, 후버는 1928년 공화당 전당대회의 첫 투표에서 대통령 후보 지명을 따냈다. 대의원들은 찰스 G. 도스 부통령을 후버의 러닝메이트로 재지명하는 것을 고려했지만, 도스를 싫어했던 쿨리지는 이것이 자신에게 "개인적인 모욕"이 될 것이라고 말했다. 전당대회는 대신 미국 원주민 혈통을 가진 캔자스 주 상원의원 찰스 커티스를 선택했다.

1928년 선거인단 투표 결과

1928년 민주당 전당대회의 대의원들은 뉴욕 주지사 앨프레드 E. 스미스를 지명했는데, 그는 스미스의 동맹자인 프랭클린 D. 루스벨트에 의해 "정치 전장의 행복한 전사"로 묘사되었다. 후버는 효율성과 공화당의 번영 기록을 내세워 선거 운동을 펼쳤다. 스미스는 주지사로서 4번의 임기 동안 쌓은 효율성 기록을 내세웠다. 두 후보 모두 친기업적이었고, 각각 농민들의 생활 개선, 이민법 개혁, 미국의 고립주의 외교 정책 유지를 약속했다. 그들은 증류주와 맥주의 판매를 금지한 볼스테드 법에 대해서는 의견이 달랐다. 스미스는 법의 폐지를 요구하는 "웻(wet)"이었고, 후버는 금주법을 "목적이 고귀한 실험"이라고 부르며 제한적인 지지를 보냈다. 스미스는 대도시 가톨릭 신자들 사이에서 추가적인 지지를 얻었지만, 쿠 클럭스 클랜과 남부와 서부 전역의 수많은 개신교 설교자들로부터 강렬한 반가톨릭 수사학의 표적이 되었다.
11월 선거에서 공화당은 압승을 거두었다. 스미스가 전국 모든 대도시 지역을 차지했음에도 불구하고, 후버는 득표율 58%를 얻었고, 선거인단 투표에서는 444대 87이라는 압도적인 우위를 차지했다. 후버는 스미스의 고향 주를 포함하여 40개 주에서 승리했으며, 전통적으로 민주당 강세 지역인 5개 주에서 승리하며 "솔리드 사우스"를 깨는 데 성공했다. 역사가들은 후버의 전국적인 명성과 호황을 누리던 경제가 종교와 금주법을 둘러싼 민주당 내부의 깊은 분열과 결합하여 1928년 선거의 결정적인 요인이었다는 데 동의한다.

## 정권 이양

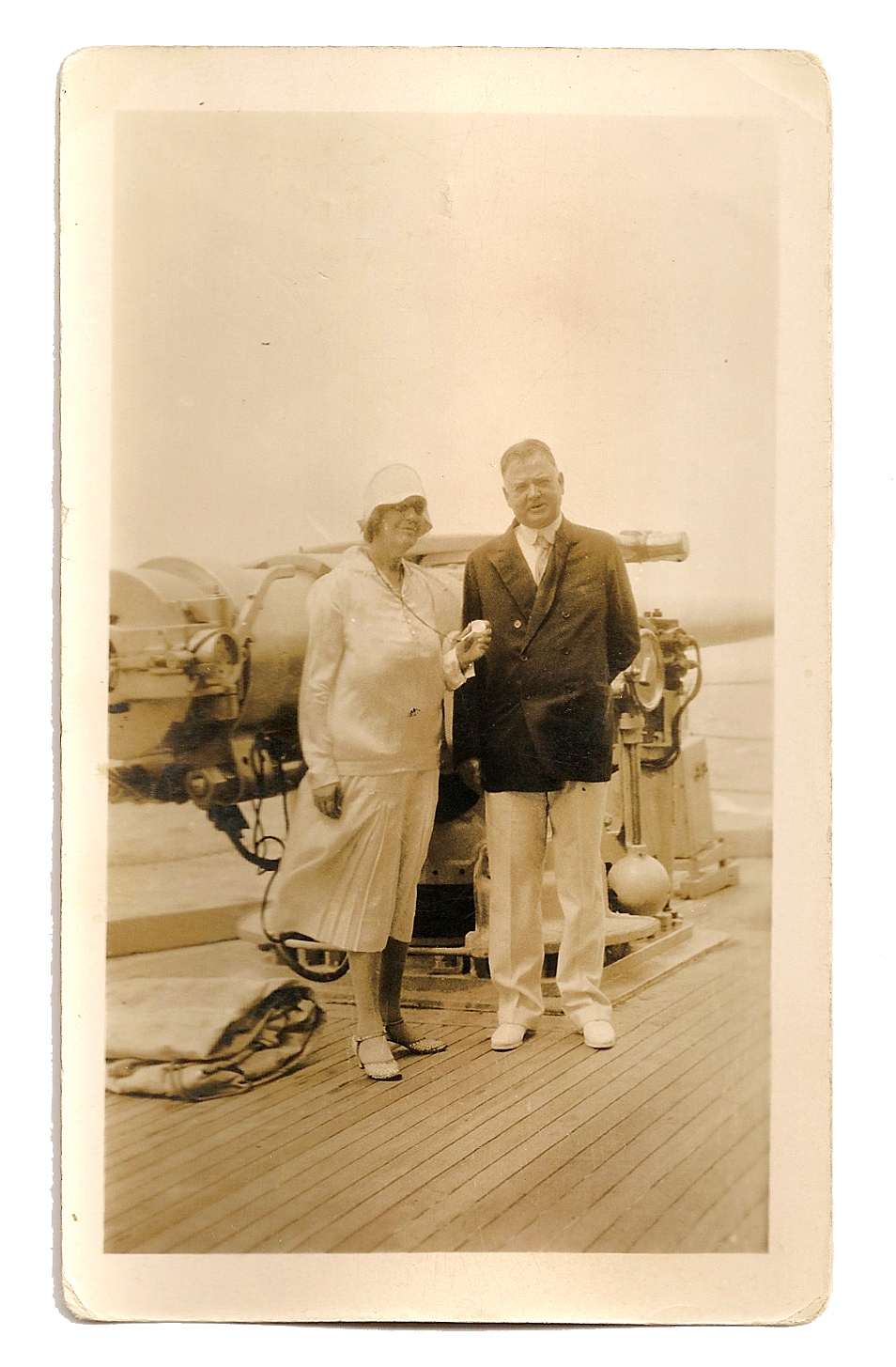
1928년 12월, USS 유타에 탑승한 후버 대통령 당선인과 그의 부인.

대통령 당선인 후버가 취임하기 전, 거의 4개월간의 인수 기간이 있었다.
1928년 11월, 후버 대통령 당선인은 라틴아메리카 10개국에 대한 친선 순방에 나섰다. 그는 25개의 연설을 통해 라틴아메리카 문제에 대한 미국의 정치적, 군사적 개입을 줄이겠다는 계획을 강조했다. 요약하자면, 그는 미국이 "좋은 이웃"으로서 행동할 것이라고 약속했다. 칠레에서 안데스산맥을 건너는 동안, 후버의 기차가 아르헨티나의 광활한 중부 평야를 지날 때 기차를 폭파하려던 음모가 좌절되었다.

## 취임

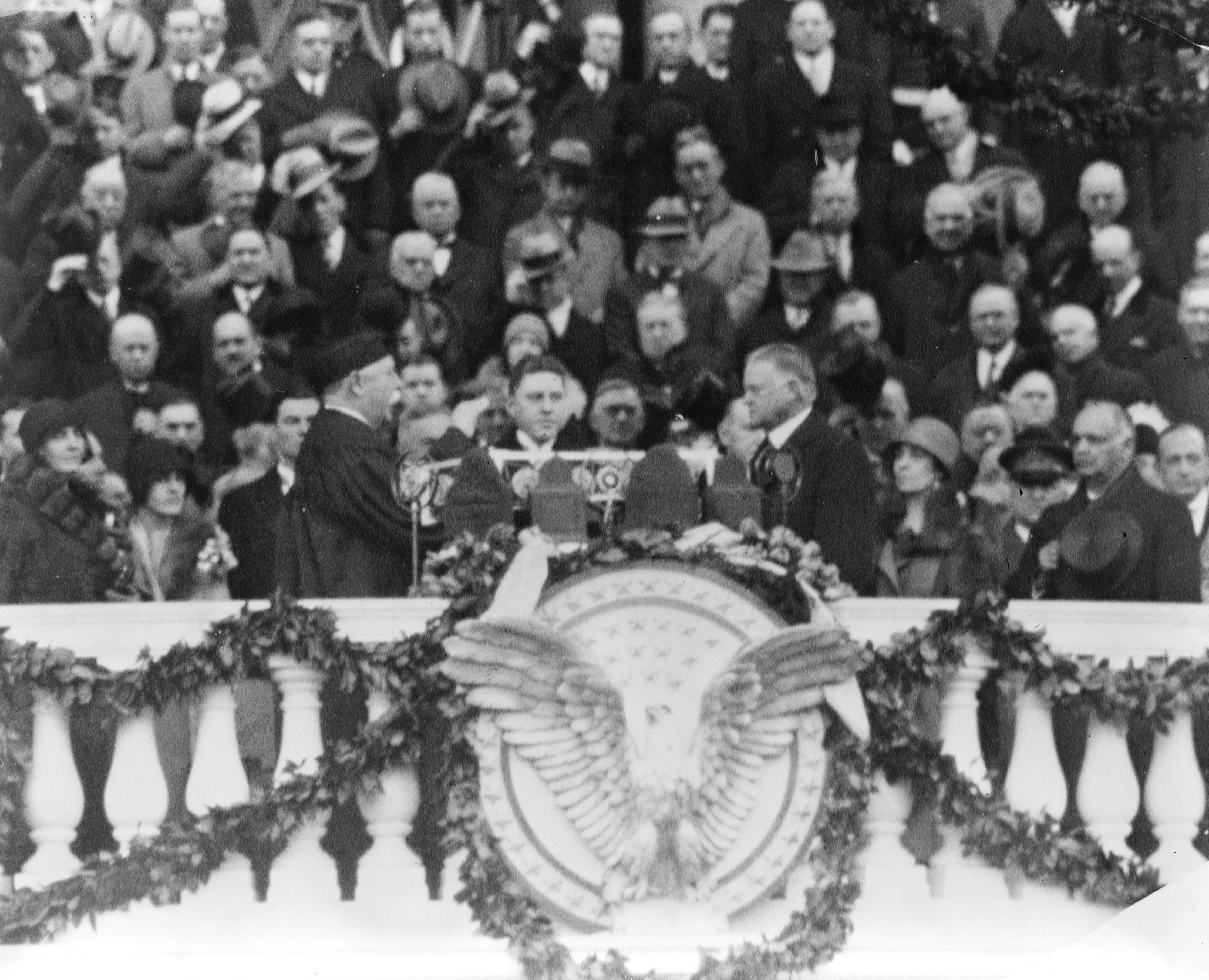
후버의 취임식

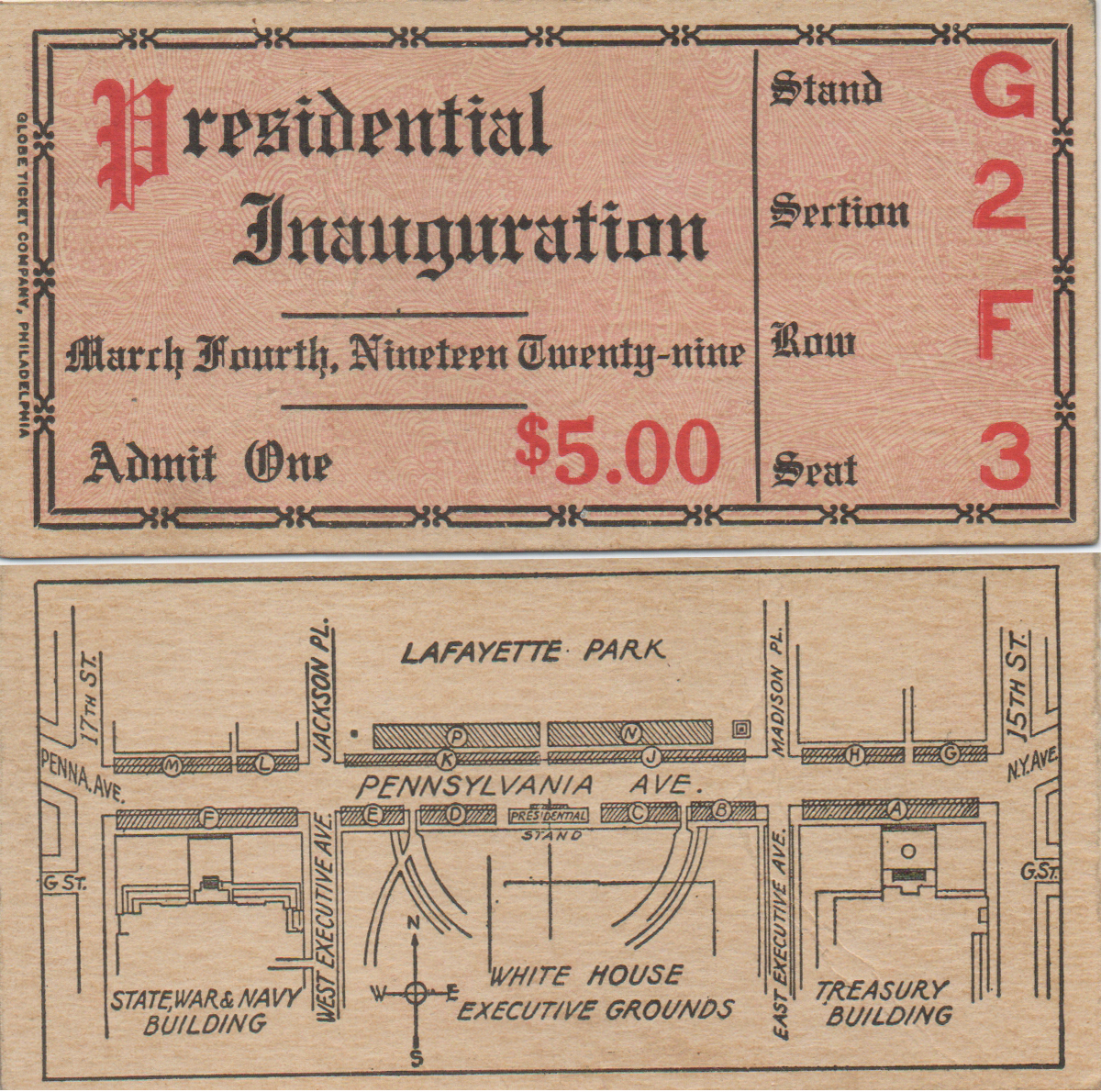
취임식 퍼레이드 티켓

후버는 1929년 3월 4일 미국 국회의사당 동쪽 포르티코에서 제31대 대통령으로 취임했다. 대법원장(이자 전 대통령) 윌리엄 하워드 태프트가 취임 선서를 집전했다. 이는 뉴스 영화 카메라로 녹화된 첫 번째 취임식이었다. 후버의 취임 연설은 "법의 무시와 불복종"을 국가가 직면한 "가장 해로운" 문제로 언급하면서도 낙관적인 어조를 유지했다.
연설 말미에 그는 자신감 있게 다음과 같이 말했다.
우리의 땅은 자원이 풍부하고, 영광스러운 아름다움으로 활기차며, 수백만 개의 행복한 가정으로 가득하고, 편안함과 기회로 축복받았습니다. 그 어떤 나라에서도 진보의 제도가 이보다 더 발전된 곳은 없습니다. 그 어떤 나라에서도 성취의 열매가 이보다 더 안전한 곳은 없습니다. 그 어떤 나라에서도 정부가 이보다 더 존경받을 만한 곳은 없습니다. 어떤 나라도 국민들에게 이보다 더 사랑받지 않습니다. 저는 국민들의 능력, 성실성, 그리고 높은 목표에 대한 변함없는 믿음을 가지고 있습니다. 저는 우리 나라의 미래에 대해 두려움이 없습니다. 미래는 희망으로 밝습니다.

이 말들은 그의 임기 대부분 동안 국가를 휩쓸었던 절망감과 극명한 대조를 이룰 것이다.
취임식 날 아침, 쿨리지 부부는 백악관 블루 룸에서 잠시 후버 부부를 만나 인사를 나눈 뒤 후버의 취임식을 위해 미국 국회의사당으로 떠났다.

## 행정부

### 내각

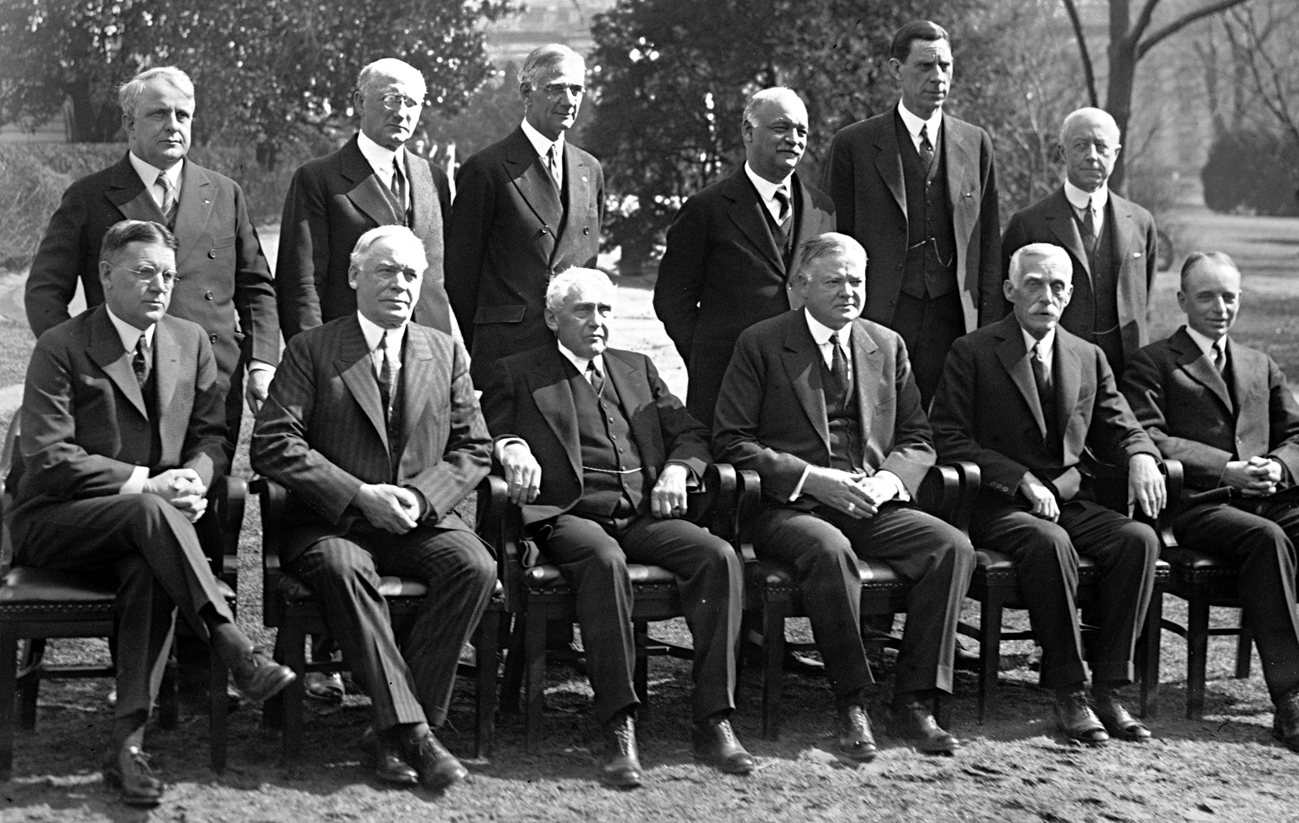
후버의 내각

후버의 내각은 주로 부유하고 기업 지향적인 보수주의자들로 구성되었다. 1920년대에 3연속으로 취임한 공화당 대통령으로서, 후버는 제임스 J. 데이비스 노동장관과 앤드루 멜런 재무장관을 포함한 이전 행정부의 많은 인사들을 유지했다. 후버는 당의 구파 사이에서 강렬한 지지를 유지했던 멜런을 싫어했고, 대신 재무부 차관 오그든 L. 밀스에게 의존했다. 필리핀 총독이자 전 육군 장관이었던 헨리 스팀슨은 후버의 국무장관이 되었다.
후버의 오랜 친구이자 대법관이었던 할런 F. 스톤이 미국의 법무부 장관직을 거절한 후, 후버는 미국 법무부 송무차관 윌리엄 D. 미첼을 법무부 수장으로 승진시켰다. 후버가 농무장관으로 가장 먼저 고려했던 인물은 후버가 강력히 반대했던 논란의 여지가 있는 맥네리-하우젠 농업 구제 법안의 저자인 찰스 맥네리였다. 그 자리는 대신 농업 문제에 대해 경험이 부족했던 아서 하이드에게 돌아갔다. 해군 장관으로는 후버가 군축에 대한 견해를 공유했던 애덤스가의 자손인 찰스 프랜시스 애덤스 3세를 선택했다. 후버는 스탠퍼드 대학교 총장이었던 레이 라이먼 윌버를 내무장관으로 설득했다. 사업가 로버트 P. 라몽은 상무장관이 되었고, 제임스 윌리엄 굿은 육군 장관으로 임명되었으며, 월터 폴저 브라운은 미국 우정청장직을 맡았다. 이전에 후버의 지명을 반대했던 찰스 커티스 부통령은 후버에게 거의 영향력이 없었다.

### 기자단
후버는 취임 첫날 기자회견을 열고 "언론 관계의 새로운 국면"을 약속했다. 그는 기자단에게 백악관 기자회견 개선을 권고할 위원회를 선출해 달라고 요청했다. 후버는 대변인 사용을 거부하고 대신 기자들에게 자신의 발언을 직접 인용하도록 요청하고 미리 그의 성명서를 배포했다. 취임 120일 동안, 그는 이전 어느 대통령보다 더 정기적이고 빈번한 기자회견을 열었다. 그러나 1929년 주식 시장 붕괴 이후 그는 언론 정책을 변경하여 기자들을 검열하고 자신의 언론 접근성을 크게 줄였다.

## 사법부 임명
후버는 미국 연방 대법원에 세 명의 대법관을 임명했다. 그는 1930년 윌리엄 하워드 태프트 대법원장이 사망한 후 찰스 에번스 휴스를 후임 대법원장으로 임명했다. 전 연방대법관이자 주지사, 국무장관, 대통령 후보였던 휴스는 1941년까지 휴스 대법원을 이끌었다.
두 번째 공석은 1930년 에드워드 테리 샌포드의 사망으로 발생했다. 후버의 첫 번째 지명자인 연방 항소법원 판사 존 J. 파커는 전미 유색인 지위 향상 협회와 노동 단체의 반대로 상원에서 부결되었다. 후버는 다음으로 티팟 돔 스캔들 조사에서 두각을 나타낸 변호사 오언 로버츠를 지명했다. 로버츠는 만장일치로 인준되었다. 휴스와 로버츠는 모두 법정에서 중도적인 평판을 확립했으며, 1930년대에는 더 보수적인 동료들과 더 진보적인 동료들 사이에서 균형을 유지하는 역할을 자주 했다.
1932년, 91세의 올리버 웬들 홈스 주니어 대법관은 대법원 은퇴를 발표했다. 미국 상원 사법위원회 의장인 조지 W. 노리스는 후버가 홈스의 후임으로 진보적인 판사를 지명할 것을 주장했다. 후버는 뉴욕 항소법원의 저명한 수석 판사인 벤저민 카도조를 지명했고, 카도조는 상원에서 만장일치로 승인되었다. 카도조는 루이스 브랜다이스와 할런 F. 스톤과 함께 "삼총사"로 알려진 대법관의 진보 블록을 형성했다.

## 국내 문제

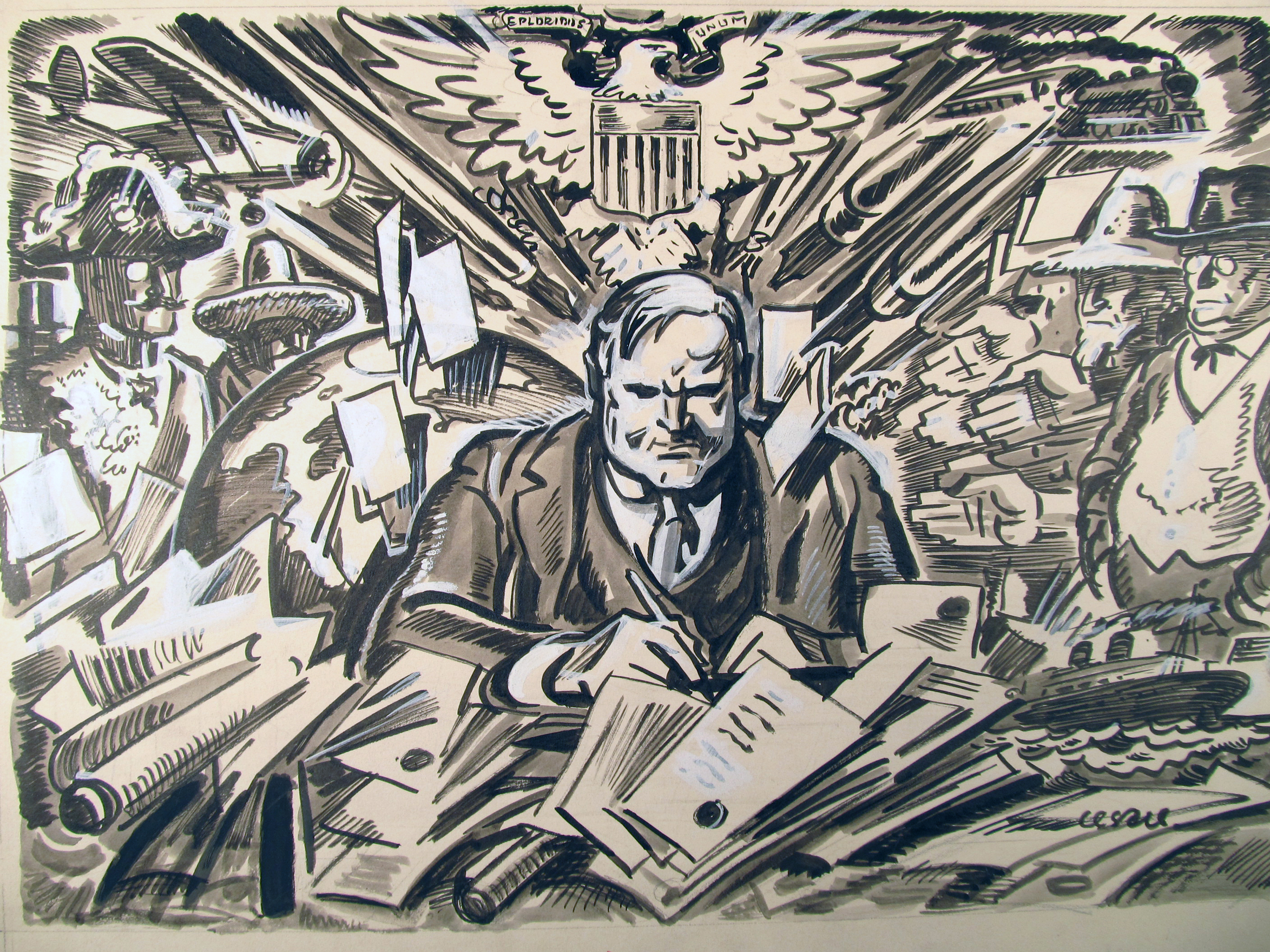
오스카르 체사레의 만평을 위한 원본 스케치로, 1929년 3월 17일 미국의 신임 대통령 허버트 후버를 묘사

후버는 정부와 민간의 협력, 즉 그가 "자발주의"라고 부른 것을 장려함으로써 모든 미국인의 삶의 조건을 개선하는 수단으로 대통령직을 보았다. 그는 정부의 강압이나 개입이 미국의 개인주의와 자립 정신을 침해한다고 생각하여 반대하는 경향이 있었다. 그는 노동, 자본, 정부 사이의 균형을 추구했으며, 그는 다양하게 조합주의자 또는 연합주의자로 불렸다. 후버는 문제를 연구하고 해결책을 제시하기 위해 위원회를 광범위하게 활용했으며, 이들 위원회 중 다수는 정부가 아닌 민간 기부자들의 후원을 받았다. 후버가 시작한 위원회 중 하나인 사회 동향 연구 위원회는 미국 사회 전체를 조사하는 임무를 맡았다.

### 농업
취임 후 후버는 1920년대 내내 미국을 괴롭혔던 농업 위기를 해결하기 위해 의회를 소집했다. 제1차 세계 대전이 끝난 후, 세계 시장에 농산물이 과잉 공급되어 미국 수출품에 대한 수요가 감소했고, 이는 국내 과잉 생산과 가격 하락으로 이어졌다. 1929년 6월, 후버는 농산물 가격을 안정시키기 위해 연방 농업 위원회를 설립하는 1929년 농업 마케팅법에 서명했다. 이 법은 쿨리지의 미국의 농무장관, 윌리엄 마리온 재딘이 맥네리-하우젠 농업 구제 법안의 대안으로 구상한 것이었다. 농업 마케팅법은 연방 농업 위원회에게 주 및 지역 협동조합에 자금을 대출할 권한을 부여했으며, 이는 다시 농민들이 과잉 생산을 피함으로써 작물 가격을 통제하는 데 도움이 될 것이었다. 국가주의적 해결책을 피하려는 그의 열망을 반영하여, 후버는 농민들에게 직접 보조금을 지급하는 맥네리-하우젠 법안과 같은 다른 제안들을 성공적으로 반대했다. 1929년 의회 특별 회기 동안, 후버는 또한 농산물에 대한 관세를 인상하려 했지만, 동부 상원 의원들의 반대로 인해 관세에 대한 조치는 1930년까지 지연되었다.
후버는 연방 농업 위원회가 특히 비상시에 공급과 생산을 통제하는 데 도움이 될 것이라는 점에서 연방 준비 이사회와 동등한 농업 기구가 되기를 희망했다. 기업과 정부 간의 협력에 중점을 둔 연방 농업 위원회는 또한 후버의 일반적인 통치 접근 방식을 반영했다. 1930년대 경제가 악화되면서 후버 행정부와 연방 농업 위원회는 농산물 가격을 안정시키기 위해 고군분투했으며, 후버는 더 강력한 연방의 역할을 계속 거부했다. 연방 농업 위원회 의장 알렉산더 레지와 농무장관 하이드는 농민들에게 자발적으로 생산량을 제한하도록 설득하려 했지만, 농민들은 그렇게 하려 하지 않았다. 밀과 면화 같은 농산물 가격은 1930년대 초에 최저치로 떨어졌고, 서부 지역 주민들도 황진으로 알려진 심각한 가뭄과 모래 폭풍을 겪었다. 지속적인 경제 위기를 해결하기 위한 농업 위원회의 제안 중 상당수는 나중에 루스벨트 행정부에 의해 채택되었다.

### 대공황

#### 시작
취임하면서 후버는 "지난 8년간의 정책을 계속 추진할 기회가 주어진다면, 우리는 곧 신의 도움으로 이 나라에서 가난이 사라지는 날을 보게 될 것입니다"라고 말했다. 후버는 기업, 노동, 소비자의 조정을 통해 경기순환을 끝내고 지속적이고 예측 가능한 경제 성장을 이룰 수 있기를 희망했다. 기술 진보가 가져온 번영의 열매를 보아온 많은 사람들은 후버의 낙관론에 동의했고, 이미 활황이던 주식 시장은 후버의 취임과 함께 더욱 상승했다. 이러한 낙관론은 지속적인 미국의 경제 성장에 대한 여러 위협을 감추고 있었다. 여기에는 지속적인 농업 위기, 자동차와 같은 소비재의 포화, 증가하는 소득 불평등, 불안정한 국제 정세, 약한 독점 금지법 집행으로 인한 여러 산업의 통합 등이 포함되었다.
경제에 가장 위험한 것은 과도한 투기로 인해 주가가 가치 이상으로 폭등했다는 점이었다. 은행은 이러한 투기를 가능하게 하는 데 중요한 역할을 했는데, 1929년까지 상업 은행들은 상업 기업보다 부동산이나 주식 시장 투자에 더 많은 돈을 빌려주고 있었다. 조지 L. 해리슨과 조지 피셔 베이커와 같은 일부 규제 기관과 은행가들은 투기가 경제에 미치는 위험을 인식했으며, 1927년 베이커는 쿨리지와 후버에게 투기를 억제하지 못하면 "이 나라가 겪어보지 못한 가장 큰 금융 재앙 중 하나"로 이어질 것이라고 경고했다. 후버 대통령은 연방 준비 제도의 운영에 개입하기를 꺼려했으며, 찰스 E. 미첼과 같은 은행가들은 투기 관행을 계속 장려했다. 1929년 10월 말, 1929년 월스트리트 대폭락이 발생했고, 세계 경제는 대공황으로 나선형 하강을 시작했다.
대공황의 원인은 여전히 논란의 여지가 있지만, 후버는 금융 시스템에 대한 신뢰 부족이 국가가 직면한 근본적인 경제 문제라고 보았다. 그는 직접적인 연방 개입을 피하려 했으며, 경제를 활성화하는 가장 좋은 방법은 은행이나 철도와 같은 기업을 강화하는 것이라고 믿었다. 그는 또한 개인에게 "실업 수당"을 허용하는 것이 국가를 영구적으로 약화시킬 것이라고 우려했다. 대신, 후버는 지방 정부와 민간 기부가 개인의 필요를 해결해야 한다고 강력히 믿었다.

#### 초기 대응
비록 블랙 튜즈데이에 대해 긍정적인 의미를 부여하려 노력했지만, 후버는 주식 시장 붕괴에 신속하게 대처했다. 블랙 튜즈데이 이후 며칠 동안, 후버는 기업 및 노동 지도자들을 모아, 그가 1920–21년 공황과 유사한 짧은 경기 침체로 믿었던 시기에 임금 삭감과 조업 중단을 피하도록 요청했다. 후버는 또한 철도 및 공공 시설에 건설 및 유지보수 지출을 늘리도록 설득했으며, 연방 준비 은행은 금리를 인하할 것이라고 발표했다. 이러한 조치들은 총체적으로 디플레이션 순환을 방지하고 재정 부양책을 제공하기 위해 고안되었다.
1930년 초, 후버는 연방 농업 위원회의 대출 및 구매 정책을 계속하기 위해 의회로부터 추가로 1억 달러를 확보했다. 1929년 말, FFB는 30개의 주 협회로 구성된 전국 양모 협동조합인 National Wool Marketing Corporation (NWMC)을 설립했다. 후버는 또한 새로운 공공 사업 프로젝트를 지원했지만, 예산 적자에 대한 그의 우려로 인해 테네시 계곡에서 정부의 전력 생산 및 배분을 확립하려 한 머슬 숄즈 법안과 같은 광범위한 프로젝트에는 반대했다. 1930년 말, 후버는 기업들에게 근로자를 고용하도록 촉구하는 보도 자료를 발행한 실업 구제 대통령 조직을 설립했다.
후버는 1920년대 농업 위기로 고통받는 농민들을 돕기 위해 농산물 관세를 인상하기를 희망하며 취임했지만, 농산물 관세 인상 시도는 다른 상품에 대한 관세 인상 시도와 연결되었다. 수개월간의 논쟁 끝에 의회는 농산물에 대한 평균 수입 관세를 38%에서 49%로, 산업 제품에 대한 평균 수입 관세를 31%에서 34%로 인상하는 법안을 통과시켰다. 1930년 6월, 많은 경제학자들의 반대에도 불구하고 의회는 스무트-홀리 관세법을 승인했고, 후버는 마지못해 법안에 서명했다. 이 법의 목적은 수입품 가격을 인상하여 미국산 제품 구매를 장려하고, 연방 정부의 수입을 늘리고 농민을 보호하는 것이었다. 그러나 경제 불황은 전 세계로 확산되었고, 캐나다, 프랑스 및 다른 국가들이 보복성 관세를 인상하여 국제 무역이 위축되고 대공황이 악화되었다. 윌리엄 보라 상원의원과 같은 진보 공화당원들은 후버가 관세법에 서명하자 격분했고, 후버와 그 당파와의 관계는 회복되지 못했다. 1930년 말까지 전국 실업률은 11.9%에 달했지만, 대부분의 미국인들에게는 경제 침체가 1920-21년 공황보다 더 심각할 것이라는 사실이 아직 분명하지 않았다.

#### 1930년 중간선거
1930년 중간선거에서 공화당은 하원 통제권을 잃었고 상원은 간신히 유지했다. 하원의 신임 민주당 지도자 존 낸스 가너는 아마도 의회에서 가장 영향력 있는 인물로 부상했다. 이 선거는 양당의 진보주의자들에게도 승리였다. 후버와 밀접하게 연계된 공화당원들이 여러 의회 선거에서 패배했기 때문이다. 또한 뉴욕 주지사 프랭클린 D. 루스벨트의 압도적인 재선은 그를 1932년 민주당 후보 지명의 선두 주자로 확립했다. 선거 패배에도 불구하고 후버는 정책 변경을 거부했으며, 고용위원회 의장의 공공 사업에 추가 자금을 배정하라는 조언을 거부했다. 대신, 후버의 선거 후 첫 국정연설은 예산 균형을 요구했다. 후버는 또한 선거 후 특별 의회 회기를 소집하는 것을 거부하여, 제72대 의회는 1931년 3월부터 1931년 12월까지 휴회 상태로 남았다.

#### 후기 대응
1930년 후반의 일련의 은행 파산은 1931년 경제의 더 큰 붕괴를 예고했다. 1931년에도 은행 파산은 계속되었는데, 외국인 투자자들이 미국에서 자금을 인출하고 연방 준비 은행이 금 유출을 막기 위해 금리를 인상했기 때문이다. 다른 나라들이 금본위제를 포기했음에도 불구하고, 후버는 이를 포기하지 않았다. 그는 다른 화폐 체제를 "집산주의"라고 비웃었다. 1931년 중반까지 실업률은 15%에 달했고, 이는 국가가 최근의 경기 침체보다 훨씬 심각한 대공황을 겪고 있다는 우려를 증폭시켰다.
경제가 붕괴되면서 수백만 명의 미국인들이 집을 잃었고, 전국 곳곳에 수백 개의 판자촌과 노숙자 캠프가 생겨났다. 대중 연설을 두려워하는 내성적인 사람이었던 후버는 민주당 반대자들이 그를 차갑고 무능하며 반동적이고 현실 감각이 없는 사람으로 규정하도록 내버려 두었다. 후버의 반대자들은 그를 비난하기 위해 "후버빌"(판자촌과 노숙자 캠프), "후버 가죽"(신발 밑창의 구멍을 덮는 데 사용되는 판지), "후버 담요"(추위로부터 몸을 가리는 데 사용되는 낡은 신문)와 같은 비방적인 별명을 만들어냈다. 후버는 또한 펜실베이니아 주지사 기퍼드 핀초와 같은 진보적 공화당원들로부터 비판을 받았다. 핀초는 후버에게 1931-1932년 겨울 이전에 구제 조치를 승인하기 위해 의회를 특별 회기로 소집할 것을 촉구했다. 후버는 의회를 특별 회기로 소집하는 대신 자발적인 은행가 협회인 국립 신용 회사를 설립했지만, 그 조직은 후버가 바라던 대로 은행을 구하거나 신용을 완화하는 데 성공하지 못했다.
대공황이 계속되자, 후버는 마침내 더 직접적인 연방 개입 요구에 귀를 기울였지만, 개인에 대한 직접적인 연방 대출을 허용하는 법안에는 거부권을 행사했다. 1931년 12월 제72대 의회가 소집되었을 때, 후버는 재건 금융 공사(RFC) 설립을 제안했다. 일부 진보주의자들은 이 법안을 경제 위기를 해결하기에는 불충분한 은행권 구제 금융으로 비판했지만, 의회는 1932년 1월 RFC 설립 법안을 통과시켰다. RFC의 초기 목표는 금융 기관, 철도, 지방 정부에 정부가 보증하는 대출을 제공하는 것이었다. RFC는 수많은 기업의 파산을 막았지만, 후버가 희망했던 대로 상업 대출을 촉진하는 데는 실패했다. 이는 부분적으로 RFC가 보수적인 은행가들에 의해 운영되어 위험한 대출을 꺼렸기 때문이다. RFC는 루스벨트에 의해 채택되어 그의 뉴딜 정책의 일환으로 크게 확장될 것이었다.

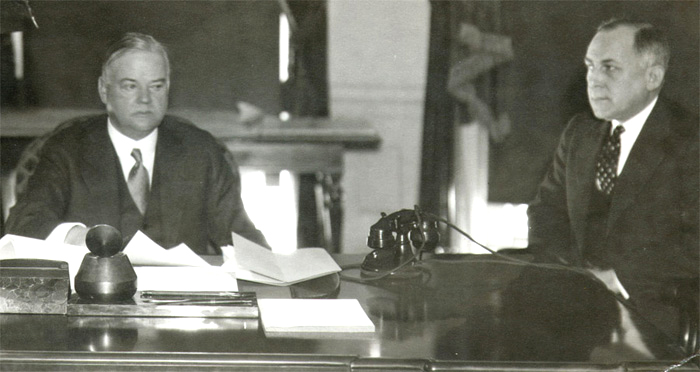
백악관 공보비서 테드 조슬린과 오벌 오피스에 있는 허버트 후버, 1932년

경제가 계속 악화되어 1932년 초 실업률이 23%에 육박했다. RFC가 경제 위기를 막지 못하자, 후버는 1932년 7월 20억 달러 규모의 공공 사업 법안인 긴급 구호 건설법에 서명했다. 같은 달, 후버는 연방 주택 대부 은행법에 서명하여 연방 준비 제도와 유사한 방식으로 연방 주택 대부 은행 이사회의 감독을 받는 12개의 지방 은행을 설립했다. 후버와 또 다른 금본위제 지지자인 카터 글래스 상원의원은 대출을 장려하여 디플레이션을 막아야 한다는 것을 인식했다. 후버는 1932년 글래스-스티걸 법을 통과시키는 데 중요한 역할을 했으며, 이 법은 연방 준비 은행의 주요 재할인을 허용하여 신용 및 은행 준비금의 추가 인플레이션을 가능하게 했다.

### 세금과 적자

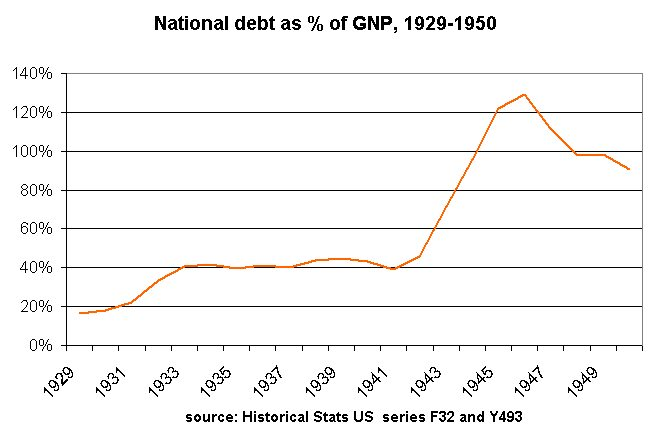
후버 시대에 GNP 대비 국가 부채가 20%에서 40%로 증가. 미국 역사 통계 (1976) 인용

윌리엄 트루펀트 포스터와 같은 일부 경제학자들은 대공황을 해결하기 위해 적자 지출을 선호했지만, 대부분의 정치인과 경제학자들은 균형 예산의 필요성을 믿었다. 후버도 이 믿음을 공유했으며, 부유층에 대한 세금율을 크게 인상하여 예산 적자를 피하려 했다. 정부 프로그램에 자금을 조달하고 대공황으로 인한 세수 손실을 메우기 위해 후버는 1932년 세입법에 서명했다. 이 법은 전반적으로 세금을 인상하여, 후버가 취임했을 때 25%였던 최고 소득자들의 순소득세율이 63%로 인상되었다. 1932년 법은 또한 기업의 순소득세율을 12%에서 13.75%로 인상했다. 또한, 후버 시대에는 상속세가 두 배로 인상되었고, 법인세가 거의 15% 인상되었으며, "체크세"가 발효되어 모든 은행 수표에 2센트의 세금이 부과되었다. 경제학자 윌리엄 D. 라스트라페스와 조지 셀긴은 체크세가 "그 기간의 심각한 통화 수축에 중요한 기여 요인"이었다고 결론 내렸다. 세입법의 통과에도 불구하고 연방 정부는 계속해서 예산 적자를 기록했다.

### 노동
후버는 우호적인 기업-노동 관계가 번영하는 경제의 중요한 구성 요소라고 믿었다. 1931년, 후버는 공공 건물 건설에 대한 최대 8시간 근무와 최소한 지역의 "우세한 임금" 지급을 요구하는 데이비스-베이컨 법에 서명했다. 다음 해, 그는 노리스-라 가드 법에 서명했는데, 이 법은 황견계약을 금지하고, 노동조합 가입에 대한 고용주의 비간섭의 긍정적 권리를 창설했으며, 연방 법원이 비폭력 노동 분쟁에 대한 금지명령을 발행하는 것을 금지했다. 후버는 원래 이 법안을 막으려 했지만, 의회가 거부권을 단순히 무시할 것을 우려하여 법안에 서명하기로 결정했다.

### 금주법
미국은 수정헌법 제18조의 비준에 따라 1920년부터 전국적으로 술의 생산, 수입, 운송, 판매를 금지했다. 1929년 취임 연설에서 후버는 금주법 시행에 대해 "시민들이 법을 좋아하지 않는다면, 정직한 남녀로서의 의무는 법 위반을 막는 것이며, 그들의 권리는 공개적으로 법의 폐지를 위해 노력하는 것이다"라고 말했다. 후버는 사소한 주류 위반도 중범죄로 만드는 처벌 강화법에 서명하여 금주법의 연방 집행을 강화했다. 후버는 또한 금주법에 대한 공공 정책 권고를 위해 위커샴 위원회를 설립했다. 위원회는 광범위한 부패와 금주법 위반을 발견했으며, "삼벌"과 같은 잔인한 관행을 폭로하여 분노를 촉발하고 많은 경찰 조직의 개혁으로 이어졌다.
여론이 점점 금주법에 반대하는 쪽으로 기울면서 점점 더 많은 사람들이 법을 무시했고, 여러 주에서 주류 금지법을 폐지했다. 후버는 여론의 변화를 인식했지만, 연방 및 주 당국이 금주법을 계속 지지해야 한다고 주장했다. 풀뿌리 운동은 금주법 폐지를 위해 진지하게 노력하기 시작했으며, 금주법 반대 협회와 같은 수많은 조직의 지원을 받았다. 수정헌법 제18조를 폐지하는 헌법 수정안은 1933년 1월 23일 의회에서 승인되었고, 각 주의 주 헌법 비준 대회에 비준을 위해 제출되었다. 1933년 12월까지, 이 수정안은 수정헌법 제21조가 되기 위한 필요한 주들의 비준을 얻었다.

### 민권 및 멕시코인 본국 송환

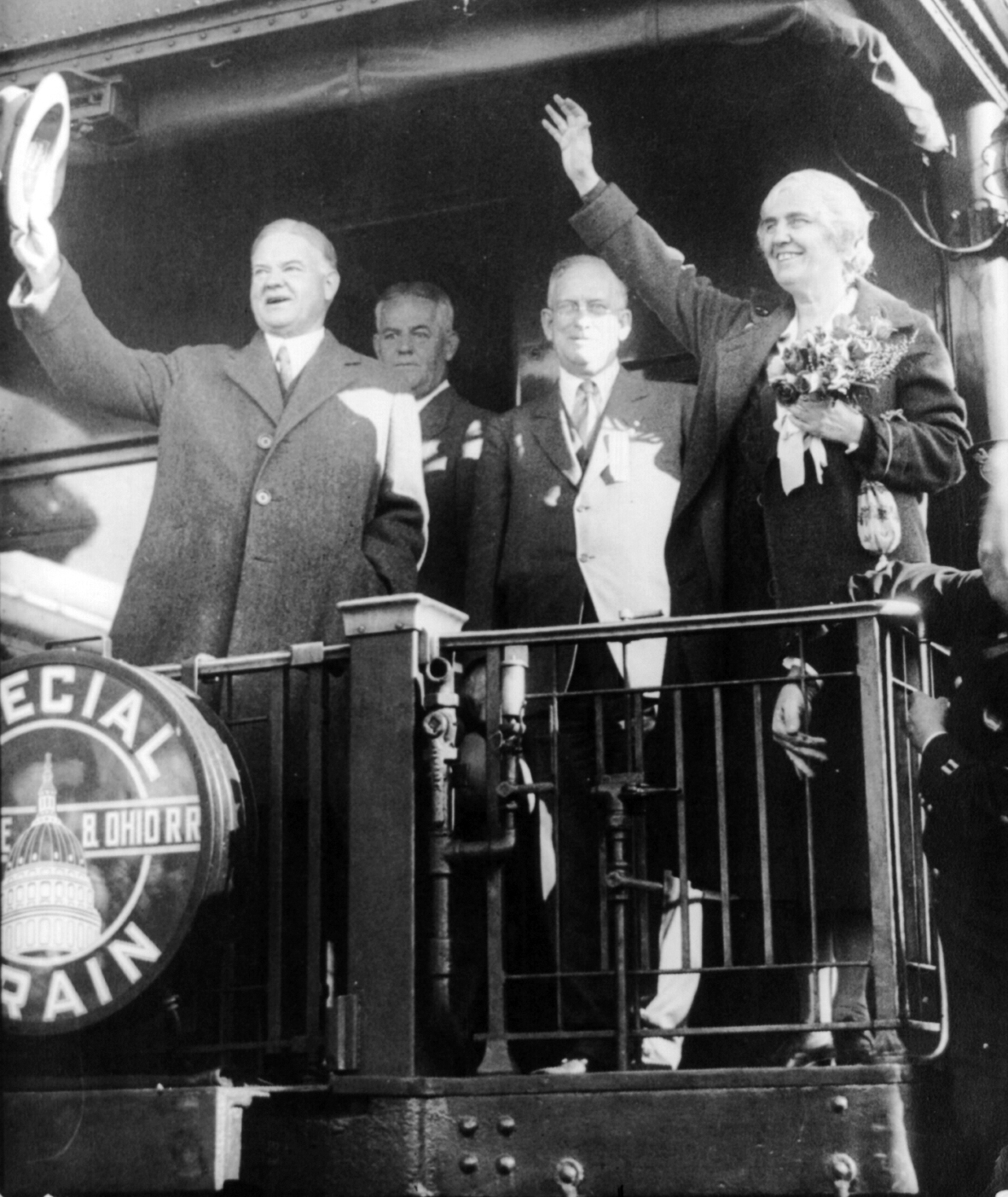
일리노이주 열차에 탑승한 허버트와 루 헨리 후버

후버는 대통령 임기 동안 민권을 거의 언급하지 않았다. 그는 아프리카계 미국인과 다른 인종이 교육과 개인적 노력으로 스스로를 개선할 수 있다고 믿었다. 후버는 하딩과 쿨리지를 합친 것보다 더 많은 아프리카계 미국인을 연방 직책에 임명했지만, 많은 아프리카계 미국인 지도자들은 후버 행정부의 여러 측면, 특히 후버가 연방 반린치법 추진을 꺼리는 것을 비난했다. 후버는 또한 남부에서 민주당의 지배력을 종식시키기 위해 공화당의 지도부에서 아프리카계 미국인들을 제거하는 릴리-화이트 전략을 계속 추구했다. 로버트 루사 모튼과 일부 다른 흑인 지도자들은 릴리-화이트 전략을 임시 방편으로 받아들였지만, 대부분의 아프리카계 미국인 지도자들은 격분했다. 후버는 보수적인 남부 판사 존 J. 파커를 대법원에 지명하여 흑인 지도자들을 더욱 소외시켰다. 파커의 지명은 결국 전미 유색인 지위 향상 협회와 조직 노동의 반대로 상원에서 실패했다. 많은 흑인 유권자들은 1932년 선거에서 민주당으로 전환했고, 아프리카계 미국인들은 나중에 프랭클린 루스벨트의 뉴딜 연합의 중요한 부분이 될 것이었다.
실업률을 제한하려는 노력의 일환으로, 후버는 미국으로의 이민을 줄이려 했고, 1930년에는 미국으로 이주하기 전에 고용되어야 한다는 행정 명령을 공포했다. 미국 시민을 위한 더 많은 일자리를 확보할 목적으로, 미국의 노동장관 윌리엄 N. 도크는 미국 내 불법 이민자들을 기소하는 캠페인을 시작했다. 도크는 특정 이민자 집단을 추방하려 하지 않았지만, 그의 캠페인은 특히 남부 캘리포니아에 거주하는 멕시코계 미국인들에게 가장 큰 영향을 미쳤다. 많은 추방은 도크와 노동부의 장려에 따라 주 및 지방 당국에 의해 감독되었다. 1930년대에 35만 5천 명에서 100만 명의 멕시코인이 본국으로 송환되거나 추방되었다. 송환된 사람들 중 약 40~60%는 속지주의 국적자였으며, 대부분 어린아이들이었다. 공식적인 추방보다는 자발적인 본국 송환이 훨씬 더 흔했다. 일부 학자들은 1929년에서 1933년 사이에 전례 없는 추방 건수가 "명백한 후버 행정부 정책"의 일환이었다고 주장한다. 송환된 사람들 중 최소 82,000명은 연방 정부에 의해 공식적으로 추방되었는데, 이 중 34,000명은 1930년에서 1933년 사이에 멕시코로 추방되었다. 법학 교수 케빈 R. 존슨에 따르면, 송환 캠페인은 정부 주체에 의한 민족 소수자의 강제 추방을 포함했기 때문에 현대의 민족 청소 법적 기준을 충족한다.
미국 최초의 미국 원주민 부통령이자 비유럽계 혈통을 인정한 최초의 인물인 찰스 커티스는 캔자스주의 카우 부족 출신이었다. 후버의 인도주의적이고 퀘이커교도적인 평판은 커티스 부통령과 함께 그의 인디언 정책에 특별한 의미를 부여했다. 그의 퀘이커교도식 양육은 아메리카 원주민들이 경제적 자립을 달성해야 한다는 그의 견해에 영향을 미쳤다. 대통령으로서 그는 찰스 J. 로즈를 인디언 사무국장으로 임명했다. 후버는 로즈의 인디언 동화에 대한 헌신을 지지했고 인디언 사무에 대한 연방의 역할을 최소화하려고 했다. 그의 목표는 인디언들이 부족으로서가 아니라 개인으로서 행동하고 1924년 인디언 시민권법으로 부여된 시민의 책임을 맡는 것이었다.

### 보너스 아미
1932년 6월, 수천 명의 제1차 세계 대전 참전 용사들과 그 가족들이 워싱턴 D.C.에서 시위를 벌이며 1924년 세계 대전 조정 보상법에 의해 약속된 보너스의 즉시 지급을 요구했다. 이 법의 조건에 따르면 보너스는 1945년에 지급될 예정이었다. 의회로부터 집으로 돌아갈 돈이 제공되었음에도 불구하고, "보너스 아미"의 일부 구성원들은 남아 있었다. 워싱턴 경찰은 시위대를 해산하려 했으나 수적으로 열세였고 실패했다. 질서를 잡으려는 헛된 시도로 경찰이 총을 발사하여 두 명의 시위자가 사망하고 많은 경찰관이 부상을 입었다. 후버는 더글러스 맥아더 장군이 이끄는 미군 병력을 시위에 보냈다. 맥아더는 자신이 공산주의 혁명과 싸우고 있다고 믿고 군사력을 사용하여 캠프를 해산하기로 결정했다. 후버는 맥아더에게 시위대를 해산하도록 명령하지 않았지만, 나중에 이를 승인했다. 이 사건은 후버 행정부에 당혹스러움을 안겨주었고, 재선에 대한 남은 모든 기회를 파괴했다.

### 수정 헌법 제20조
미국 헌법 제1조 4절 2항은 의회가 매년 12월 첫째 월요일에 최소 한 번 회의를 열어야 한다고 명시하고 있으며, 법률로 다른 날짜를 정하거나 대통령이 특별 회기를 소집할 수 있다. 헌법 원문은 연방 선출직 공무원의 임기 기간은 정했지만, 그 임기가 시작되거나 끝나는 특정 날짜는 정하지 않았다. 1789년부터 1930년대 초까지 대통령과 의회 임기는 3월 4일에 시작되었다. 이러한 일정 결정의 결과는 선거와 대통령 취임 사이에 4개월의 긴 레임덕 기간이 존재한다는 것이었다. 매년 12월까지 정기 의회 회기가 시작되지 않았기 때문에, 선거 이후 긴 레임덕 회기가 이어졌고, 그 뒤로 긴 의회 활동 중단 기간이 있었다.
이러한 날짜를 개헌을 통해 변경하려는 노력은 1920년대 후반에 시작되었다. 1932년 3월, 의회는 대통령과 부통령의 임기 시작 및 종료일을 3월 4일에서 1월 20일로, 의회 의원들의 임기 시작 및 종료일을 3월 4일에서 1월 3일로 변경하는 헌법 수정안을 승인했다. 이 수정안은 또한 대통령 당선인이 사망하거나 자격을 갖추지 못하는 경우에 대한 절차도 명시했다. 1933년 1월 23일까지, 이 수정안은 수정헌법 제20조가 되기 위한 필요한 주들의 비준을 얻었다. 루스벨트의 두 번째 취임식은 1937년에 새로운 날짜에 열린 첫 번째 대통령 취임식이었다.

## 외교 문제
전 세계적인 대공황 속에서 후버와 헨리 스팀슨 국무장관은 후버의 공화당 전임자들보다 세계 문제에 더 밀접하게 관여하게 되었다. 윌리엄 로이텐버그에 따르면, 후버는 "나머지 세계에 특별히 신경 쓸 필요 없이 취임한 마지막 미국 대통령"이었다. 그러나 후버의 임기 동안 1919년 베르사유 조약으로 확립된 세계 질서는 무너지기 시작했다.

### 다자 협정
미국이 국제연맹 밖에 남아 있었음에도 불구하고, 후버는 다자 구조 내에서 협력하려는 의지를 보였다. 후버는 상설국제법원에 대한 미국의 회원국 자격을 추진했지만, 상원은 그의 제안에 대해 투표하지 않았다. 상원은 또한 캐나다와의 후버가 제안한 세인트로렌스 수로 조약도 부결시켰다.
후버는 군축을 우선시했는데, 그는 이를 통해 미국이 군사비를 국내 필요로 전환할 수 있기를 희망했다. 후버와 스팀슨은 해군 군비 경쟁을 방지하려는 1922년 워싱턴 해군 군축 조약을 확대하는 데 중점을 두었다. 워싱턴 해군 군축 조약을 확대하려는 이전 노력인 제네바 해군 군축 회담은 성과를 내지 못했지만, 후버 행정부는 영국을 설득하여 협상을 재개했다. 1930년, 미국과 다른 주요 해군 강국들은 런던 해군 군축 회담에 서명했다. 이 조약은 해군 강국들이 보조함정의 톤수를 제한하는 데 처음으로 합의한 것이었지만(이전 합의는 주력함에 중점을 두었다), 프랑스나 이탈리아는 포함되지 않았다. 이 조약은 일본이 미국이나 영국보다 작은 함대를 갖도록 제한하는 "5–5–3" 비율을 재확인하여 일본에서 민족주의적 반발을 불러일으켰다. 1932년 세계 군축 회의에서 후버는 전 세계적인 군비 감축과 탱크 및 폭격기 금지를 촉구했지만, 그의 제안은 채택되지 않았다.

### 배상금
후버가 취임했을 때, 파리에서 열린 국제 위원회는 영 플랜을 공포했는데, 이는 국제결제은행을 설립하고 독일의 제1차 세계 대전의 배상금을 부분적으로 탕감하는 것을 규정했다. 후버는 이 계획에 동의하는 것을 주저했는데, 이는 이 계획이 미국이 제1차 세계 대전에서 프랑스와 영국에 제공한 대출금의 감소와 연계될 것을 우려했기 때문이다. 그는 결국 위원회 의장을 맡았던 미국 산업가 오언 대니얼 영의 강력한 권유로 제안을 지지하기로 동의했다. 대공황이 경제에 미친 심각한 영향으로 인해 독일은 영 플랜의 일정에 따라 배상금을 지불할 수 없었다. 이에 후버는 독일의 배상금 지급 중단을 조건으로 한 연합국 전쟁 대출금의 1년간 정지인 후버 모라토리엄을 발표했다. 후버는 또한 미국 은행가들이 독일로부터의 사적 대출금 상환을 요구하지 않기로 합의하도록 만들었다. 후버는 모라토리엄이 유럽 경제를 안정시키는 데 도움이 되기를 희망했는데, 그는 유럽 경제가 미국 경제 문제의 주요 원인이라고 보았다. 다음 해 모라토리엄이 만료될 무렵, 1932년 로잔 회의에서 영구적인 해결책을 찾으려는 시도가 이루어졌다. 그곳에서 도달한 합의는 전쟁 부채를 미국이 탕감하는 것을 조건으로 했기 때문에 어떤 관련국에서도 승인되지 않았고, 이는 이루어지지 않았다. 그 결과 배상금 지급은 사실상 중단되었다.

### 라틴 아메리카
대통령으로서 후버는 취임 전 약속했던 라틴아메리카 내정에 불간섭하겠다는 공약을 대체로 지켰다. 1930년, 그는 루스벨트 계론을 거부하고 라틴아메리카에 대한 불간섭주의로 나아가는 클라크 비망록을 발표했다. 후버는 라틴아메리카 문제에 군사력을 사용하는 것을 완전히 삼가지는 않았다. 그는 도미니카 공화국에 세 차례 개입 위협을 가했고, 좌익 혁명에 맞서 정부를 지원하기 위해 엘살바도르에 군함을 보냈다. 그러나 그는 바나나 전쟁을 종식시켰고, 니카라과 점령을 끝내고 아이티 점령을 거의 종결시켰다. 프랭클린 루스벨트의 선린 외교는 라틴아메리카에 대한 불간섭주의 경향을 계속 이어나갈 것이었다.

### 태평양 정세
1931년 일본은 만주를 침공하여 중화민국 군대를 격퇴하고 괴뢰국인 만주국을 세웠다. 후버 행정부는 이 침공을 비난했지만, 일본 정부 내의 온건파 세력을 약화시킬 것을 우려하여 일본을 자극하는 것을 피하려고 노력했다. 후버는 또한 일본을 자신이 훨씬 더 큰 위협으로 보았던 소련에 대항할 잠재적 동맹국으로 보았다. 일본의 침공에 대응하여 후버와 스팀슨 국무장관은 무력으로 얻은 영토를 미국이 인정하지 않겠다는 스팀슨 독트린을 발표했다. 후버 행정부는 이 선언을 1928년 켈로그-브리앙 조약에 근거했는데, 이 조약에서 여러 국가(일본과 미국 포함)는 전쟁을 포기하고 분쟁을 평화적으로 해결하겠다고 약속했다. 만주 침공 이후 스팀슨과 내각의 다른 구성원들은 일본과의 전쟁이 불가피할 수 있다고 믿게 되었지만, 후버는 계속해서 세계 강대국들 간의 군축을 추진했다.
미국은 1898년 미국-스페인 전쟁 이후 필리핀을 장악했으며, 활발한 독립 운동에도 불구하고 이 섬들은 미국의 영토로 남아 있었다. 스팀슨은 필리핀 경제에 해를 끼칠 것이라는 이유로 후버를 설득하여 독립에 반대하게 만들었다.

## 1932년 선거

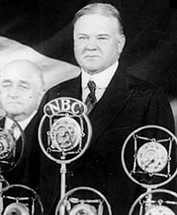
1932년 선거 운동에서 많은 군중에게 연설하는 후버.

1928년과 1932년 사이에 국민 총생산은 30% 감소했고, 1931년 중반까지는 후버가 재선에 성공할 희망이 거의 없다고 생각하는 관측자들이 많았다. 국가가 직면한 경제적 재앙과 재선 희망이 희박함에도 불구하고, 후버는 1932년 공화당 전당대회에서 재지명에 대한 반대가 거의 없었다. 일부 공화당원들은 쿨리지, 전 부통령 찰스 G. 도스, 하이럼 존슨 상원의원, 기퍼드 핀초 주지사 등을 지명하는 것을 언급했지만, 모두 후버에게 도전할 기회를 넘겼다. 프랭클린 D. 루스벨트는 1932년 민주당 전당대회에서 4차 투표에서 대통령 후보 지명을 따냈고, 1928년 민주당 후보였던 앨 스미스를 물리쳤다. 1932년까지 라디오는 1,200만 가구에 보급되어 대통령 선거 운동의 성격을 바꾸었다. 더 이상 대통령은 각 청중을 위해 연설 내용을 바꿀 수 없었다. 라디오가 있는 사람이라면 누구나 모든 주요 연설을 들을 수 있었다.

1932년 선거인단 투표 결과

후버는 원래 한두 번의 주요 연설만 하고 나머지 선거 운동은 대리인에게 맡길 계획이었는데, 이는 현직 대통령들이 전통적으로 해왔던 방식이었다. 그러나 공화당의 간청에 격려를 받고 민주당의 주장에 격분한 후버는 공개적인 논쟁에 뛰어들었다. 그의 9번의 주요 라디오 연설에서 후버는 주로 자신의 행정부와 정부 철학을 옹호했다. 후버는 유권자들에게 "경험의 기초"를 고수할 것을 촉구하며, 정부 개입주의가 국가를 대공황에서 구할 수 있다는 생각을 거부했다. 전국 순회 유세에서 후버는 현직 대통령 중 가장 적대적인 군중과 마주해야 했다. 그의 기차와 차량 행렬에는 달걀과 썩은 과일이 던져졌을 뿐만 아니라, 연설 중에도 자주 야유를 받았고, 여러 차례 비밀경호국은 폭탄을 들고 후버에게 접근하던 한 남자와 대통령의 기차 앞에서 여러 개의 스파이크를 제거한 또 다른 남자를 포함하여 불만스러운 시민들이 후버를 죽이려는 시도를 저지했다.
민주당은 후버를 대공황의 원인으로 지목하고 수백만 명의 고통에 무관심하다고 공격했다. 뉴욕 주지사였던 루스벨트는 뉴욕 주 의회에 도움이 필요한 사람들을 위한 지원을 제공하도록 요청했고, 경제 위기 동안 정부 개입주의에 더 호의적이라는 루스벨트의 명성을 확립했다. 파우솔드는 두 후보가 이념적으로 비슷하다는 생각을 부정하며, 공공 사업에 대한 연방 지출, 농업 문제, 금주법, 관세에 대한 둘 사이의 차이점을 지적한다. 앨 스미스와 다른 국가 지도자들을 포함한 민주당은 루스벨트 뒤로 뭉쳤고, 조지 노리스와 로버트 라폴레트 주니어와 같은 진보 공화당원들은 후버를 떠났다.
후버가 자신의 행정부를 옹호하려는 시도는 대중의 귀에 들어가지 않았는데, 많은 대중이 그의 행정부를 대공황의 원인으로 비난했기 때문이다. 루스벨트는 57.4%의 득표율을 얻었고 후버는 39.7%를 얻었다. 후버의 득표율은 1928년 선거 결과에서 26%포인트 감소했으며, 루스벨트는 1876년 이후 처음으로 득표율 과반수를 얻은 민주당 대통령 후보가 되었고, 1828년 당 창당 이래 그 어떤 민주당 후보보다 높은 득표율을 얻었다. 선거인단 투표에서 후버는 59대 472로 패배하여 북동부 6개 주만 차지했다. 동시에 치러진 의회 선거에서 민주당은 하원에 대한 통제권을 확대하고 상원에 대한 통제권을 얻었으며, 이는 1918년 선거 이후 처음으로 입법부와 행정부를 통합적으로 통제하게 된 것이다. 이 선거는 제4차 정당제의 종식과 제5차 정당제의 시작을 알렸다. 공화당은 1947년까지 의회의 어느 한 쪽도 통제권을 되찾지 못했고, 민주당은 1953년까지 대통령직을 유지했다.

## 선거 이후 기간
후버의 임기는 1933년 3월까지 이어졌기 때문에 그는 1932년 11월 선거에서 패배한 후에도 몇 달 동안 재임했다. 그 기간 동안 국내 은행 시스템과 국제 정세는 계속 악화되었다. 아돌프 히틀러가 독일에서 집권했고, 일본은 국제연맹 탈퇴 의사를 발표했으며, 영국은 제1차 세계 대전 부채 상환을 중단할 수 있도록 요청했다. 후버는 채무 탕감을 군축과 연계하는 데 관심이 있었지만, 미국 대부분 지역에서 채무 탕감은 극도로 인기가 없었다. 그는 루스벨트에게 전쟁 부채를 탕감하는 협상을 함께 하자고 제안했지만, 대공황의 원인을 주로 국내적인 것으로 보았던 루스벨트는 참여를 거부했다. 후버와 루스벨트는 선거와 루스벨트 취임 사이 기간에 두 차례 만났지만, 대공황에 맞서 어떤 통일된 행동에도 합의하지 못했다. 1933년 2월 중순, 후버는 루스벨트에게 대공황을 끝내기 위한 후버의 정책을 지지하는 공개 성명을 발표하도록 설득하려 했지만, 루스벨트는 거부했다. 같은 달, 루스벨트는 암살 시도에서 살아남았지만, 루스벨트를 향한 총탄에 안톤 세르마크 시카고 시장이 사망했다. 후버는 루스벨트가 1933년 3월 4일 취임할 때까지 경제 정책에 대해 루스벨트를 설득하려는 시도를 계속했지만 실패했다.

## 역사적 평가
후버는 1933년에 퇴임했을 때 극도로 인기가 없었으며, 이후 수십 년 동안 계속해서 인기가 없었다. 1930년대에는 후버에게 극도로 가혹한 수많은 대중적 비난이 나타났다. 신디케이트 칼럼니스트 아서 크록은 1931년에 후버가 당 지도자, 경제학자, 사업가, 그리고 인물로서 모든 면에서 실패했다고 말했다. 역사가 앨런 네빈스는 1932년 7월에 후버가 "좁은 민족주의의 대변자"라고 썼다. 그는 "관세를 망쳤고, 농업 구제를 망쳤으며, 금주법을 망쳤다. 왜냐하면 그는 부르봉 왕조의 기질과 융통성 없는 마음을 보여주었기 때문이다." 오래된 진보주의 전통으로 쓰여진 교과서들은 후버를 계급 갈등의 반동적인 측면과 동일시했다. 선도적인 진보주의자 아서 M. 슐레징거 주니어는 그의 영향력 있는 저서 『구질서의 위기』(1957)에서 후버를 강력히 비판했다. 그러나 1950년대에는 새로운 합의주의 역사학파가 진보주의적 접근 방식을 대체하며 계급 갈등보다는 정치 스펙트럼 전반에 걸쳐 공유되는 가치에 초점을 맞추기 시작했다. 그들은 실업자 구제, 라틴 아메리카의 선린 정책, 재건 금융 공사와 같이 프랭클린 루스벨트의 뉴딜 정책에 의해 채택되고 더욱 발전된 후버의 개혁을 칭찬하기 시작했다.
후버의 평판은 1970년 이후 크게 회복되었다. 1970년대의 수정주의 학자들은 후버를 1920년대 유권자들에게 매우 매력적이었던 활동적인 상무장관으로 묘사했지만, 대공황 시기의 일부 실패를 인정했다. 칼 데글러는 후버와 프랭클린 D. 루스벨트가 여러 면에서 비슷했다고 지적했다. 둘 다 윌슨주의자였으며, 제1차 세계 대전 경험에 의해 형성되었고, 경제에 정부의 주요 역할을 부여했으며, 대기업에 대한 통제를 가했다. 이들 역사가들에게 후버는 1920년대와 뉴딜 정책 사이의 연결 고리였다. 이러한 수정주의 역사가들은 후버를 "인도적인 개혁가, 이상주의적 비전가, 그리고 제도적 개발자로서 존경과 역사적 연구를 받을 만한" 인물로 묘사했다. 2019년 호리안은 대부분의 수정주의 역사가들이 "후버가 이전의 비난적인 묘사에서 그려진 냉혹한 반동주의자, 금융 사기꾼, 아무것도 하지 않는 대통령이 아니었다는 점에 계속 동의했다"고 결론지었다.
후버는 최근 몇 년 동안 수많은 진지한 전기 문학의 대상이 되었다. 윌리엄 로이텐버그의 『허버트 후버』(2009)와 같은 몇몇 작품만이 개혁에서 보여줄 것이 거의 없었던 차갑고 오만한 매력 없는 인물이라는 옛 부정적인 견해를 반영하고 있다. 대조적으로 글렌 진손의 『허버트 후버: 한 인생』(2016)은 후버의 뛰어난 기술 지식, 혁신적인 조직 능력, 높은 수익을 내는 사업 수완, 그리고 제1차 세계 대전 민간인 희생자들에 대한 연민의 놀라운 조합을 강조한다. 진손은 후버가 대공황에 대처하는 노력에 대해 백악관에 알려진 모든 도구와 새로운 도구들을 사용했지만, 큰 성공을 거두지 못했음에도 "A" 학점을 준다. 후버의 평판은 대통령직 외의 경력에 초점을 맞춘 작품들에도 영향을 받았다. 조지 H. 내쉬와 같은 전기 작가들은 1921년 이전 후버의 경력을 밝혀냈고, 게리 베스트는 후버의 대통령직 이후 경력과 보수 운동에 미친 영향에 초점을 맞춘 작품을 썼다.
데이비드 E. 해밀턴 교수에 따르면, 역사가들은 후버의 자발주의와 협력에 대한 진정한 믿음, 그리고 일부 프로그램의 혁신성을 인정했다. 그러나 해밀턴은 또한 후버가 정치적으로 서툴렀고 대공황의 심각성을 인식하지 못했다고 지적한다. 역사가와 정치 과학자들의 설문 조사는 일반적으로 후버를 대통령 중 하위 3분의 1에 랭크했다. 2018년 미국정치학회의 대통령 및 행정 정치 섹션 설문 조사에서는 후버를 36번째로 훌륭한 대통령으로 평가했다. 2021년 C-SPAN의 역사가 설문 조사에서도 후버를 36번째로 효과적인 대통령으로 평가했다.

### 참고 문헌
- Carcasson, Martin (Spring 1998). 《Herbert Hoover and the Presidential Campaign of 1932: The Failure of Apologia》. 《Presidential Studies Quarterly》 28. 349–365쪽. JSTOR 27551864.
- Eichengreen, Barry; Temin, Peter (2000). 《The Gold Standard and the Great Depression》 (PDF). 《Contemporary European History》 9. 183–207쪽. doi:10.1017/S0960777300002010. JSTOR 20081742. S2CID 150932332.
- Fausold, Martin L. (1985). 《The Presidency of Herbert C. Hoover》. University Press of Kansas. ISBN 978-0-7006-0259-9.
- Ferrell, Robert H. (1957). 《American Diplomacy in the Great Depression: Hoover–Stimson Foreign Policy, 1929–1933》. Yale University Press.
- Garcia, George F. (1980). 《Black Disaffection From the Republican Party During the Presidency of Herbert Hoover, 1928–1932》. 《The Annals of Iowa》 45. 462–477쪽. doi:10.17077/0003-4827.8734. ISSN 0003-4827.
- Herring, George C. (2008). 《From Colony to Superpower; U.S. Foreign Relations Since 1776》. Oxford University Press. ISBN 978-0-19-507822-0.
- Hoffman, Abraham (May 1973). 《Stimulus to Repatriation: The 1931 Federal Deportation Drive and the Los Angeles Mexican Community》. 《Pacific Historical Review》 42. 205–219쪽. doi:10.2307/3638467. JSTOR 3638467.
- Houck, Davis W. (2000). 《Rhetoric as Currency: Herbert Hoover and the 1929 Stock Market Crash》. 《Rhetoric & Public Affairs》 3. 155–181쪽. doi:10.1353/rap.2010.0156. JSTOR 41940224. S2CID 154447214.
- Jeansonne, Glen (2012). 《The Life of Herbert Hoover: Fighting Quaker, 1928-1933》. Palgrave Macmillan. 44–45쪽. ISBN 978-1-137-34673-5. Book 5 in The Life of Herbert Hoover Series.
- Johnson, Kevin (Fall 2005). 《The Forgotten Repatriation of Persons of Mexican Ancestry and Lessons for the War on Terror》. 《Pace Law Review》 26 (Pace Law School). 1–26쪽.
- Kaufman, Bruce E. (2012). 《Wage Theory, New Deal Labor Policy, and the Great Depression: Were Government and Unions to Blame?》. 《Industrial and Labor Relations Review》 65. 501–532쪽. doi:10.1177/001979391206500302. hdl:10072/48703. JSTOR 24368882. S2CID 54877676.
- Kennedy, David M. (1999). 《Freedom from Fear: The American People in Depression and War, 1929-1945》. Oxford University Press. ISBN 978-0195038347.
- Leuchtenburg, William E. (2009). 《Herbert Hoover》. Times Books (Henry Holt and Company). ISBN 978-0-8050-6958-7.
- Leuchtenburg, William E. (Summer 2009). 《The Wrong Man at the Wrong Time》. 《American Heritage》 59.
- McCoy, Donald R. (1967). 《Calvin Coolidge: The Quiet President》. Macmillan. ISBN 978-1468017779.
- O'Brien, Patrick G.; Rosen, Philip T. (1981). 《Hoover and the Historians: the Resurrection of a President》. 《The Annals of Iowa》 46. 83–99쪽. doi:10.17077/0003-4827.8816.
- Olson, James S. (October 1972). 《Gifford Pinchot and the Politics of Hunger, 1932-1933》. 《Pennsylvania Magazine of History and Biography》 96. 508–520쪽. JSTOR 20090681.
- Rappleye (2016). 《Herbert Hoover in the White House: The Ordeal of the Presidency》. Simon & Schuster. ISBN 978-1-4516-4869-0.
- Watson, Richard L. "The Defeat of Judge Parker: A Study in Pressure Groups and Politics." Mississippi Valley Historical Review 50.2 (1963): 213-234 online

## 더 읽어보기

### 전기
- Burner, David (1996), 《Herbert Hoover: A Public Life》, Easton Press.
- Edwards, Barry C. "Putting Hoover on the Map: Was the 31st President a Progressive?." Congress & the Presidency 41#1 (2014) pp 49–83  online
- Hatfield, Mark. ed. Herbert Hoover Reassessed (2002)
- Hawley, Ellis (1989), 《Herbert Hoover and the Historians》.
- Jeansonne, Glen. Herbert Hoover: A Life (2016), 464pp; comprehensive scholarly biography
- Smith, Gene. The Shattered Dream: Herbert Hoover and the Great Depression (1970)
- Smith, Richard Norton. An Uncommon Man: The Triumph of Herbert Hoover, (1987), biography concentrating on post 1932.
- Walch, Timothy. ed. Uncommon Americans: The Lives and Legacies of Herbert and Lou Henry Hoover Praeger, 2003.
- Wert, Hal Elliott. Hoover, The Fishing President: Portrait of the Private Man and his Life Outdoors (2005).

### 학술 연구
- 버지니아 대학교 밀러 공공 문제 센터의 광범위한 주석이 달린 참고문헌
- Claus Bernet: Hoover, Herbert. In: Biographisch-Bibliographisches Kirchenlexikon (BBKL). Band 30, Nordhausen 2009, ISBN 978-3-88309-478-6, Sp. 644–653.
- Barber, William J. From New Era to New Deal: Herbert Hoover, the Economists, and American Economic Policy, 1921–1933. (1985)
- Britten, Thomas A. "Hoover and the Indians: the Case for Continuity in Federal Indian Policy, 1900–1933" Historian 1999 61(3): 518–538. ISSN 0018-2370
- Calder, James D. The Origins and Development of Federal Crime Control Policy: Herbert Hoover's Initiatives Praeger, 1993
- Clements, Kendrick A. "Herbert Hoover and conservation, 1921–33." American Historical Review 89.1 (1984): 67–88. online
- Clements, Kendrick A. Hoover, Conservation, and Consumerism: Engineering the Good Life (University Press of Kansas, 2000)
- DeConde, Alexander. Herbert Hoover's Latin American Policy. (1951)
- Doenecke, Justus D. "Anti-Interventionism of Herbert Hoover". Journal of Libertarian Studies, (Summer 1987), 8(2): 311–340
- Fausold Martin L. and George Mazuzan, eds. The Hoover Presidency: A Reappraisal (1974)
- Graff, Henry F., ed. The Presidents: A Reference History (3rd ed. 2002)  online
- Hamilton, David E. From New Day to New Deal: American Farm Policy from Hoover to Roosevelt, 1928–1933. (1991)
- Hart, David M. (1998), 《Herbert Hoover's Last Laugh: the Enduring Significance of the 'Associative State' in the United States》 10 (4), Journal of Policy History, 419–444쪽
- Hutchison, Janet. "Building for Babbitt: the State and the Suburban Home Ideal" Journal of Policy History 1997 9#2 : 184–210
- Irwin, Douglas A. Peddling protectionism: Smoot-Hawley and the Great Depression (Princeton University Press, 2011). online
- Kaufman, Bruce E. (July 2012). 《Wage Theory, New Deal Labor Policy, and the Great Depression: Were Government and Unions to Blame?》. 《ILR Review》 65. 501–532쪽. doi:10.1177/001979391206500302. hdl:10072/48703. JSTOR 24368882. S2CID 54877676.
- Lichtman, Allan J. Prejudice and the Old Politics: The Presidential Election of 1928 (1979)
- Lisio, Donald J. The President and Protest: Hoover, MacArthur, and the Bonus Riot, 2nd ed. (1994)
- Lisio, Donald J. Hoover, Blacks, and Lily-whites: A Study of Southern Strategies (1985)
- McPherson, Alan. "Herbert Hoover, Occupation Withdrawal, and the Good Neighbor Policy." Presidential Studies Quarterly 44.4 (2014): 623–639 online.
- Morris, Charles R. A Rabble of Dead Money: The Great Crash and the Global Depression: 1929–1939 (PublicAffairs, 2017), 389 pp.  online review
- Olson, James S. Herbert Hoover and the Reconstruction Finance Corporation, 1931–1933 (1977)
- Rhodes, Benjamin D. United States Foreign Policy in the Interwar Period, 1918–1941: The Golden Age of American Diplomatic and Military Complacency (Greenwood, 2001). online
- Robinson, Edgar Eugene and Vaughn Davis Bornet. Herbert Hoover: President of the United States. (1976)
- Romasco, Albert U. The Poverty of Abundance: Hoover, the Nation, the Depression (1965)
- Schwarz, Jordan A. The Interregnum of Despair: Hoover, Congress, and the Depression. (1970). Hostile to Hoover
- Smith, Angella LaNette. Economic revolution from within: Herbert Hoover, Franklin Delano Roosevelt and the emergence of the National Industrial Recovery Act of 1933 (PhD dissertation,  Wayne State University, 2015; ProQuest Dissertations Publishing, 2015. 3734689).
- 소벨, 로버트 Herbert Hoover and the Onset of the Great Depression 1929–1930 (1975)
- Stoff, Michael B. "Herbert Hoover: 1929–1933". The American Presidency: The Authoritative Reference. New York, New York: Houghton Mifflin Company (2004), 332–343
- 스웨인, 도널드 C.  National Conservation Policy: Federal Conservation Policy, 1921–1933 (U of California Press, 1963) online
- Wilbur, Ray Lyman, and Arthur Mastick Hyde. The Hoover Policies. (1937). In depth description of his administration by two cabinet members; online
- Williams, C. Fred (Spring 1996). 《William M. Jardine and the Foundations for Republican Farm Policy, 1925–1929》. 《Agricultural History》 70. 216–232쪽. JSTOR 3744534.

### 역사학 및 기억
- Anderson, Howard Clifford. Herbert Hoover: a study of historical revisionism (1984). DA  Dissertation, Illinois State University. DAI-A 46/01, Dissertation Abstracts International; ProQuest document ID 303316009; ProQuest Dissertations Publishing, 1984. 8504995.
- Clements, Kendrick A. (1984). "Herbert Hoover and conservation, 1921–33". American Historical Review 89.1, pp. 67–88.
- Den Hertog, Johan (2010). "The Commission for Relief in Belgium and the Political Diplomatic History of the First World War." Diplomacy & Statecraft 21.4, pp. 593–613.
- Dodge, Mark M., ed. (1989). Herbert Hoover and the Historians.
- Goldberg, David J. (2007). "Rethinking the 1920s: Historians and Changing Perspectives." OAH Magazine of History 21.3, pp. 7–10.
- Hawley, Ellis ed. (1989). Herbert Hoover and the Historians, Herbert Hoover Presidential Library, 141pp; essays by scholars.
- Hawley, Ellis (Winter 2019). "Herbert Hoover and the Historians-Recent Developments: A Review Essay." Annals of Iowa 78#1, pp. 75–86.
- Herbert Hoover Reassessed: Essays Commemorating the Fiftieth Anniversary of the Inauguration of Our Thirty-first President (1981), U.S. Government Printing Office; essays by scholars; 524 pp.
- Nash, Lee, ed. (1987). Understanding Herbert Hoover: Ten Perspectives; essays by scholars.
- O'Brien, Patrick G. and Rosen, Philip T. (1981). "Hoover and the Historians: The Resurrection of a President," Parts I and II, Annals of Iowa 46, pp. 25–42, 83–99.
- O'Brien, Patrick G. (1988). "Hoover and Historians: Revisionism Since 1980," Annals of Iowa 49, pp. 394–402.
- Sibley, Katherine A.S., ed. (2014). A Companion to Warren G. Harding, Calvin Coolidge, and Herbert Hoover; 616 pp; essays by scholars stressing historiography.
- Tracey, Kathleen (1977). Herbert Hoover–A Bibliography: His Writings and Addresses.
- Zieger, Robert H. (1976). "Herbert Hoover: A Reinterpretation", American Historical Review 81#4, pp. 800–810.

### 주요 출처
- Hoover, Herbert Clark (1952), 《The Cabinet and the Presidency, 1920–1933》 (PDF), Memoirs 2, New York, 2008년 12월 17일에 원본 문서 (PDF)에서 보존된 문서.
- Myers, William Starr, and Newton, Walter H., eds. (1936). The Hoover Administration; a documented narrative.
- Hawley, Ellis, ed. (1974–1977). Herbert Hoover: Containing the Public Messages, Speeches, and Statements of the President, 4 vols.